# Antonio Barbosa Heldt
Antonio Barbosa Heldt (13 de julio de 1908 - Colima, Colima, 18 de septiembre de 1973) fue un maestro y político mexicano, miembro del Partido Revolucionario Institucional (PRI), quien en 1973 fue elegido Gobernador de Colima.
Realizó sus estudios en la Escuela Normal de Colima de la que egresó en el año de 1925; más tarde ingresó a la Escuela Normal Superior de México, en el Distrito Federal y se especializó como técnico en educación. Antonio Barbosa Heldt era maestro egresado de la Escuela Normal de Colima, ejerció su profesión en varios puntos del país, como Baja California, Baja California Sur, Sonora, Sinaloa, Veracruz y Oaxaca, y fue uno de los grandes impulsores de la educación rural en México. Sus padres fueron el señor Antonio Barbosa y la señora Soledad Heldt. 
En 1973 fue postulado candidato del PRI y electo Gobernador de Colima, sin embargo, murió mes y medio antes de asumir el cargo, el 18 de septiembre de 1973 y según la versión oficial, la causa de su muerte fue el suicidio. En una carta póstuma dirigida al entonces Secretario de Gobernación, Mario Moya Palencia, aducía una grave enfermedad renal como motivo para privarse de la vida, al considerar que esta falta de salud le impediría ejercer debidamente el mando del estado. No obstante, entre la sociedad nunca quedaron del todo claras las razones de su desaparición.

## Libros
- Como enseñar a leer y escribir
- Hombres ilustres de México y lugares donde reposan sus restos
- Maestros de México
- Cien años en la educación de México